# Закшин
Закшин (пол. Zakrzyn) — село в Польщі, у гміні Ліскув Каліського повіту Великопольського воєводства.
Населення — 410 осіб (2011).
У 1975-1998 роках село належало до Каліського воєводства.

## Демографія
Демографічна структура станом на 31 березня 2011 року:
|          | Загалом | Допрацездатний вік | Працездатний вік | Постпрацездатний вік |
| -------- | ------- | ------------------ | ---------------- | -------------------- |
| Чоловіки | 200     | 45                 | 133              | 22                   |
| Жінки    | 210     | 34                 | 123              | 53                   |
| Разом    | 410     | 79                 | 256              | 75                   |